# Pokémon: Powrót Mewtwo
Pokémon: Powrót Mewtwo (również Pokémon: Mewtwo powraca; jap. ミュウツー！我ハココニ在リ Mewtwo! Ware wa koko ni ari; ang. Pokémon: Mewtwo Returns) – japoński animowany telewizyjny film przygodowy science fantasy z 1998 roku w reżyserii Kunihiko Yuyamy na podst. franczyzy Pokémon. Odcinek specjalny serialu anime Pokémon: Original Series (1997–2002). Jest to sequel filmu Pokémon: Film pierwszy (1998).

## Fabuła
Po wydarzeniach ukazanych w filmie Pokémon: Film pierwszy Mewtwo wraz ze stworzonymi przez siebie klonami zamieszkuje na małej, bezludnej wysepce i liczy, iż spokojnie spędzi tam życie. Niestety, jest ktoś, komu bardzo zależy na złapaniu potężnego Pokemona. To milioner Giovanni, szef organizacji przestępczej, która dąży do stworzenia własnej armii Pokemonów, by z jej pomocą opanować świat. Mężczyzna nie cofnie się przed niczym, aby tylko osiągnąć swój cel. 
Tymczasem główni bohaterowie filmu, Ash Ketchum i jego przyjaciele, Misty i Brock, wędrują właśnie po regionie Johto. Chcą oni złapać autobus do miasta, do którego zmierzają, ale pojazd odjeżdża im sprzed nosa, a następny będzie dopiero za miesiąc. Podróżnikom oferuje gościnę młoda pani naukowiec Luna Carson, która prowadzi tutaj badania. Proponuje ona, by bohaterowie do celu swej podróży popłynęli rzeką Puritą, niestety wyprawa ta się nie udaje z powodu Misty, która panicznie boi się Pokemonów robaków mieszkających wzdłuż strumienia. Cała trójka musi więc zostać w domu Luny. Wieczorem składają im wizytę naukowiec Cullen Calix oraz jego asystentka Domino. Uczeni szybko przypadają sobie do gustu. Cullen wyznaje, że przybył tutaj zbadać źródło niezwykle czystej wody, jaka znajduje się w Puricie. Rozmowę przerywa atak złodziei Pokemonów, znanych jako Zespół R (są to nastolatkowie Jessie i James oraz mówiący Pokemon kot Meowth), którzy kradną Pikachu Asha, po czym uciekają balonem. Ash z przyjaciółmi rusza za nimi w pościg. Bohaterom udaje się dogonić złodziejaszków, ale wtedy Domino ujawnia swoje prawdziwe oblicze. Wyjawia, że jest agentką 009 na usługach Giovanniego, a przybyła tutaj na polecenie szefa, by odnaleźć jego długo poszukiwany cel (Mewtwo). Właśnie namierzyła go za pomocą swoich specjalnych okularów, więc składa raport Giovanniemu, po czym złośliwie niszczy balon Zespołu R, który rozbija się na wyspie. Pikachu ucieka swoim porywaczom, a następnie spotyka swego klona, Pikachutwo, który go atakuje, ale walkę przerywa Mewtwo. Widząc Zespół R domyśla się, że jego kryjówka nie jest już bezpieczna, więc postanawia ewakuować swoje Pokemony w bezpieczne miejsce. Jessie i James zostają zamknięci w celi wewnątrz góry (która znajduje się na wyspie), zaś Meowth oraz Pikachu dołączają do uciekinierów. 
W tym samym czasie Ash z Misty, Brockiem, Cullenem i Luną docierają do miejsca, gdzie rozbił się balon Zespołu R. Przypadkiem trafiają tam na źródło rzeki Purity oraz na mnóstwo niezwykle pięknych okazów Pokemonów. Jednocześnie Giovanni ze swoimi ludźmi osacza Mewtwo i jego podopiecznych, po czym próbuje zmusić ich do poddania się. Uciekinierzy stawiają mu opór, więc Domino na czele całego oddziału agentów atakuje wyspę oraz mieszkające tam Pokemony. Łapie również Asha i jego przyjaciół. Mewtwo widząc to zawraca wraz ze swoim klonami oraz Meowthem i Pikachu na wyspę, by ocalić więźniów Domino. Nie może tego osiągnąć, więc ostatecznie poddaje się Giovanniemu, który umieszcza go w specjalnej maszynie mającej uczynić z Mewtwo niewolnika, ten jednak broni się przed zniewoleniem siłą swego umysłu. Domino na polecenie szefa zakłada na wyspie nową bazę ich organizacji oraz zmusza Jessie i Jamesa do pastowania podłóg, zaś Asha i jego kompanów zamyka w celi wewnątrz góry. Zachowanie Giovanniego doprowadza jednak do ataku Pokemonów robaków oburzonych niszczeniem ich naturalnego środowiska. Wskutek tego ataku Domino oraz jej ludzie zostają chwilowo pokonani, zaś Ash i reszta odzyskują wolność. Z trudem udaje im się uwolnić Mewtwo z maszyny Giovanniego, ale podły milioner nie zamierza wypuścić swego jeńca. Ketchum zabiera więc Mewtwo do źródła Purity i zanurza go w nim, dzięki czemu Pokemon odzyskuje siły, po czym wykorzystując swoje moce psychicznie pokonuje Giovanniego, a następnie przenosi źródło rzeki razem ze swoimi podopiecznymi oraz przyjaciółmi w bezpieczne miejsce. Chce również wykasować wszystkim uczestnikom wyżej ukazanych wydarzeń pamięć, by nigdy o nich nie pamiętali, ale Meowth nie wyraża na to zgody i swoją argumentacją przekonuje Mewtwo do zmiany zdania. Pokemon więc usuwa wspomnienia niedawnych przeżyć jedynie Giovanniemu, Domino i ich ludziom. Następnie Ash, Pikachu, Misty, Brock oraz Zespół R odlatują na dwóch balonach ku nowym przygodom. Luna Carson i Cullen Calix (których połączyła miłość) wracają do domu Luny, by kontynuować swoje badania na temat rzeki Purity. Mewtwo z ukrycia obserwuje nową wędrówkę Asha i zapowiada, że zawsze będzie jego przyjacielem. 

## Wersja polska
Wersja polska: Master Film

Reżyseria: Małgorzata Boratyńska

Dialogi: Elżbieta Kowalska

Dźwięk: Urszula Ziarkiewicz i Małgorzata Gil

Montaż: Agnieszka Kołodziejczyk

Kierownictwo produkcji: Romuald Cieślak

Wystąpili:
- Marek Obertyn – Mewtwo
- Hanna Kinder-Kiss – Ash Ketchum
- Iwona Rulewicz – Misty
- Marek Włodarczyk – Brock
- Mirosław Wieprzewski – Meowth
- Dorota Lanton – Jessie
- Jarosław Budnik – James
- Beata Jankowska – Luna Carson
- Adam Bauman – Giovanni
- Małgorzata Kożuchowska – Domino 009
- Mikołaj Klimek – Narrator
- Janusz Wituch – Cullen Calix
- Anna Apostolakis – Luka Carson
- Andrzej Chudy – profesor Fuji

i inni
Lektor: Maciej Gudowski